# Saint-Michel-de-Castelnau
Saint-Michel-de-Castelnau är en kommun i departementet Gironde i regionen Nouvelle-Aquitaine i sydvästra Frankrike. Kommunen ligger i kantonen Captieux som tillhör arrondissementet Langon. År 2022 hade Saint-Michel-de-Castelnau 249 invånare.

## Befolkningsutveckling
Antalet invånare i kommunen Saint-Michel-de-Castelnau
Referens:INSEE